# Idyella nilmaensis
Idyella nilmaensis is een eenoogkreeftjessoort uit de familie van de Idyanthidae. De wetenschappelijke naam van de soort is voor het eerst geldig gepubliceerd in 2008 door Kornev & Chertoprud.